# Plesippus
A Plesippus az emlősök (Mammalia) osztályának páratlanujjú patások (Perissodactyla) rendjébe, ezen belül a lófélék (Equidae) családjába tartozó fosszilis nem.

## Tudnivalók
Sokszor a Plesippust tartják a Dinohippus és Equus átmeneti lovának.
A híres maradványokat, amelyeket az idahoi Hagerman mellett (Hagerman réteg, pliocén kori 3,5 millió éves) fedeztek fel, Plesippus kövületeknek tekintették. A maradványokat elnevezték Plesippus shoshonensisnek, de további tanulmányozások azt mutatják, hogy valójában a legősibb Equusról van szó. Az állat körülbelül 425 kilogramm tömegű lehetett, körülbelül olyan nehéz, mint egy arab telivér.
A pliocén végén az időjárás Észak-Amerikában lehűlt, és az állatok kényszerítve voltak, a délre költözésre. A Plesippus-fajok egyik csoportja 2,5 millió évvel ezelőtt a Bering-földhídon keresztül átköltözött Eurázsiába.

## Lásd még
- A lovak evolúciója